# Coublanc (Haute-Marne)
Coublanc település Franciaországban, Haute-Marne megyében. Lakosainak száma 119 fő (2022. január 1.). Coublanc Grenant, Maâtz, Rivières-le-Bois, Champlitte, Champsevraine, Choilley-Dardenay és Dommarien községekkel határos.

## Népesség
A település népességének változása:
| Lakosok száma | 155  | 125  | 125  | 117  | 116  | 117  | 118  | 118  | 119  | 119  |
|               | 1968 | 1999 | 2011 | 2013 | 2015 | 2017 | 2018 | 2019 | 2021 | 2022 |